# سو یونگ کیم
سو یونگ کیم (انگلیسی: So Yong Kim؛ زادهٔ ۱۹۶۸) کارگردان فیلم اهل ایالات متحده آمریکا-کره جنوبی است.
وی در سال ۱۹۶۸ در بوسان، کره جنوبی متولد شد و در ۱۲ سالگی به لس آنجلس، کالیفرنیا رفت و با مادرش زندگی کرد.